# ふしぎ大調査
『ふしぎ大調査』（ふしぎだいちょうさ）は、2005年4月5日から2011年3月7日までNHK教育テレビジョンで放送されていた小学校4年生向けの学校放送（教科：理科）である。

## 放送時間
いずれも日本標準時、別の時間帯での再放送あり。
| 期間                         | 放送時間             |
| ---------------------------- | -------------------- |
| 2005年4月5日 - 2008年3月11日 | 火曜日 10:15 - 10:30 |
| 2008年4月7日 - 2011年3月7日  | 月曜日 10:00 - 10:15 |

## キャラクター
モンパン
声 - 芦澤孝臣
猿のキャラクター。先祖代々の探偵。会話はできず、「ウキキー」と言うだけ。
クロッピ
声 - 西原久美子
鳥のキャラクター。助手。最終回ではズッコーピオにさらわれるが、モンパンに敗北した姿を見てズッコーの助手も兼任するようになる。
ズッコーピオ
声 - 広瀬正志
蠍のキャラクター。毎回悪事を企むも、たいてい理科知識の不足や法則の時間切れなどによって失敗に終わる。最後までモンパンに負けたのでやる気を無くすが…。
モンジィ
額の中にいる。マネシテミィやエンディングのナレーションも務めている。
トナ・カイ
トナカイのキャラクター。車の修理屋さん。なかみはどーよに登場する。

## 放送リスト
| 回 | タイトル                                       | 初回放送日     |
| -- | ---------------------------------------------- | -------------- |
| 1  | カエル大発生のなぞ〜春がやってくる〜           | 2005年04月5日  |
| 2  | お花見大ピンチ!〜春の植物と動物〜              | 2005年04月19日 |
| 3  | あやしいレースカーあらわる〜電池のつなぎ方〜   | 2005年05月10日 |
| 4  | しのびよる黒いかげ〜光電池のはたらき〜         | 2005年05月24日 |
| 5  | 消えたツバメのなぞ〜ツバメの子育て〜           | 2005年06月07日 |
| 6  | ねらわれたコンテスト〜夏の植物とこん虫〜       | 2005年06月21日 |
| 7  | たからのありかは星にきけ〜夏の星を観察しよう〜 | 2005年07月05日 |
| 8  | 見えない月をさがせ〜月を観察しよう〜           | 2005年08月23日 |
| 9  | 屋上のマジックをあばけ!〜空気のかさと力〜      | 2005年09月13日 |
| 10 | 屋上のマジックふたたび〜ものの温度とかさ〜     | 2005年09月27日 |
| 11 | 葉をからすのはだれだ〜秋の植物とこん虫〜       | 2005年10月14日 |
| 12 | 消えた水のなぞ〜水と水じょう気〜               | 2005年10月25日 |
| 13 | 冷やしてこおってきき一ぱつ〜水のへんしん〜     | 2005年11月08日 |
| 14 | 白鳥のヒナはどこ?                              | 2005年11月22日 |
| 15 | 運命のサソリのホシ                             | 2005年12月06日 |
| 16 | きょうふのぬくぬくマシーン                     | 2006年01月10日 |
| 17 | あぶないけっこん式                             | 2006年01月24日 |
| 18 | おふろでドッキリ!                              | 2006年02月07日 |
| 19 | バオバブ大停電                                 | 2006年02月21日 |
| 20 | モンパン最後の事件                             | 2006年03月07日 |